# オキサリプラチン
オキサリプラチン (英語: oxaliplatin、L-OHP) は、白金製剤に分類される抗がん剤である。名古屋市立大学薬学部名誉教授である喜谷喜徳（1923 - 2010）らによって合成および抗癌性の発見がなされ、喜谷研究室で基礎的な研究開発が行われ、オキサリプラチンと命名された。その後フランスのマッセイ (Mathé) らによって臨床上の開発がなされた。名称にあるプラチンが白金を示している。類薬にシスプラチン、カルボプラチン、ネダプラチンがある。日本ではエルプラット (ELPLAT) の商品名でヤクルト本社が製造販売し、後発品も複数発売されている。

## 効能・効果
日本で厚生労働省により認可された適応症は以下の通り。臨床開発国フランスや、アメリカFDAに認可された適応症も同じである。
- 治癒切除不能な進行・再発の結腸・直腸癌（大腸癌）
- 結腸癌における術後補助化学療法[注釈 1]
- 治癒切除不能な膵癌
- 胃癌
- 小腸癌[6]

## 用法
レボホリナート・フルオロウラシルの持続静注投与法に、本剤を点滴投与で併用する。
このレボホリナート・フルオロウラシルの持続静注投与法というのは、抗がん剤フルオロウラシル（商品名:5-FU）の効果（細胞毒性）をレボホリナート（商品名:アイソボリン）という薬剤で増強する方法である。
アメリカなどではレボホリナートでなく、ホリナート・フルオロウラシルの持続静注投与法に併用する。日本においては、ホリナート（商品名:ロイコボリン）の「結腸・直腸癌に対するフルオロウラシル効果増強」が承認されていない。

## 副作用
特徴的な副作用は、手・足や口唇周辺部の感覚異常や知覚不全であり、殆ど全例に現れる。また、他の抗がん剤と同様に骨髄抑制、食欲不振、嘔吐などの副作用もある。
オキサリプラチンの神経毒性は他の白金製剤とは異なり、急性神経毒性（投与直後から1日から2日後）と蓄積性神経毒性（総投与量 >800mg/m2以上）の2相から成る:7。急性神経毒性は主にオキサリプラチンの配位子であるシュウ酸が錯体から離脱して生じると考えられる。寒冷刺激で増悪するので、冷たい物に触る、寒い場所で素手で居るなどを避けるべきである。蓄積性神経毒性は主に脊髄後根神経節などの神経細胞の変性や細胞死によると思われる。蓄積性毒性は適宜減量・休薬して回復を待つ以外に決め手となる治療法がなく、症状が進むと回復に長期間を要する（Grade3の末梢神経障害がGrade2に回復するまでの期間中央値は13週間）。

## 作用機序
体内で活性体に変換され、その活性体が癌細胞内のDNAとも結合する。この結合のためDNAの複製および転写が阻害される。